# Магала (Черновицкая область)
Магала́ (укр. Магала́, рум. Mahala) — село в Черновицком районе Черновицкой области Украины. Административный центр Магальской сельской общины.
До 2020 года входило в Новоселицкий район
Население по переписи 2001 года составляло 2552 человека. Почтовый индекс — 60313. Телефонный код — 803733. Код КОАТУУ — 7323083601.

## Известные люди
- Григоре Нандриш (1895—1968) — румынский лингвист, филолог и мемуарист, профессор университетов Черновцов, Кракова, Бухареста, Лондона и Оксфорда.
- Аница Нандриш (1904—1986) — депортированная в Сибирь крестьянка, оставившая обширный дневник о пережитых испытаниях.